# Пилипенко Віктор Андрійович
Віктор Андрійович Пилипенко (нар. 30 квітня 2000, Кременчук, Полтавська область, Україна) — український футболіст, центральний захисник аматорського клубу «Рокита».

## Життєпис
У ДЮФЛУ та юнацькому чемпіонаті Полтавської області виступав за «Нафтохімік» (Кременчук) та «Кремінь».
На початку липня 2017 року перебрався до «Ворскли». У сезоні 2017/18 років виступав за юнацьку команду полтавчан, а вже наступного сезону дебютував за молодіжну команду «ворсклян». Після розформування молодіжного чемпіонату в пошуках ігрової практики почав поневірятися по орендах. Наприкінці лютого 2020 року відправився в оренду до «Кременя». У футболці кременчуцького клубу дебютував 24 червня 2020 року в переможному (1:0) домашньому поєдинку 20-го туру Першої ліги України проти «Минаю». Віктор вийшов на поле на 87-й хвилині замість Дмитра Сули. У другій половині сезону 2019/20 років провів 10 матчів у Першій лізі України. Наприкінці серпня 2020 року повернувся до «Ворскли».
На початку вересня 2020 року відправився в оренду до «Перемоги». У футболці дніпровського клубу дебютував 6 вересня 2020 року в нічийному (0:0) домашньому поєдинку 1-го туру групи Б Другої ліги України проти зорянських «Балкан». Пилипенко вийшов на поле в стартовому складі та відіграв увесь матч. У першій половині сезону 2020/21 років провів 7 матчів у Другій лізі України. На початку січня 2021 року повернувся до «Ворскли». Другу половину сезону 2020/21 років провів в оренді в «Сумах», які виступали в аматорському чемпіонаті України.
Наприкінці липня 2021 року відправився в нову оренду до «Кременя». У футболці кременчуцького клубу після свого повернення дебютував 24 липня 2021 року в переможному (2:0) домашньому поєдинку 1-го туру Першої ліги України проти «ВПК-Агро». Віктор вийшов на поле в стартовому складі, на 45-й хвилині отримав жовту картку, а на 87-й хвилині його замінив В'ячеслав Орел. У другій половині сезону 2022/23 років також виступав за футзальний клуб «Адвокат і Ко» (Кременчук). Наприкінці липня 2021 року повернувся до «Ворскли», але вже 30 червня 2022 року вільним агентом повернувся до «Кремня». На початку червня 2023 року вільним агентом залишив «Кремінь». Загалом у футболці кременчужан зіграв 17 матчів у Першій лізі України.
З липня 2023 року виступає за аматорський колектив «Рокита» в чемпіонаті Полтавської області.